# Batalla de Entrammes
La Batalla de Entrammes (26 de octubre de 1793) fue un enfrentamiento militar librado en la Guerra de la Vendée. 
Tras la victoria de Cholet, el ejército republicano persiguió a los vandeanos sin mucho éxito. Finalmente, en Laval Kléber consideró que se le había presentado la oportunidad de acabar con la guerra, sin embargo, para conquistar dicha ciudad antes debía pasar por Entrammes. Fue en esta última localidad donde La Rochejaquelein salió a presentarle batalla, aprovechando su superioridad numérica para sobrepasar a los republicanos y expulsarlos del pueblo y el valle cercano.
Después del combate, La Rochejaquelein continuó con el Giro de la Galerna, avanzando hacia la costa para apoderarse de algún puerto desde donde recibir ayuda de los británicos.